# Virtuel partikel
 Denne artikel bør gennemlæses af en person med fagkendskab for at sikre den faglige korrekthed.

En virtuel partikel, eller mere præcist en virtuel kvantemekanisk partikel, er en kvantemekanisk partikel, der opstår tilsyneladende "ud af ingenting" og eksisterer i et ekstremt kort tidsrum. Årsagen hertil ligger i Heisenbergs usikkerhedsprincip: Da partiklens "position" i tiden kun kan ligge indenfor det ganske korte tidsrum den eksisterer, er usikkerheden omkring energimængden tilsvarende stor – tilpas stor til, at der kan være energi nok til at skabe en partikel.
For eksempel er de udvekslingspartikler, der formidler den stærke kernekraft, (som er ansvarlig for at holde sammen på atomkerner,) virtuelle partikler: De eksisterer lige akkurat længe nok til at vandre fra én nukleon (proton eller neutron) i atomkernen til den næste, og skaber derved bindingen imellem nukleonerne.
Virtuelle partikler dukker op overalt, inkl. i vakuum. Man kan godt omdanne virtuelle partikler til "almindelige" kvantemekaniske partikler. Måske kan fx kvantemekaniske antipartikler, som indgår i antistof, laves økonomisk på denne måde.